# Frères de la Résurrection
La communauté des Frères de la Résurrection, fondée par Michel Crosson en 1971, est constituée d'oblats bénédictins.
Les frères de la Résurrection sont reconnus par le Vatican en 1981.

## Historique
Michel Crosson, inspecteur de l'Éducation nationale se retrouve veuf à 39 ans avec ses huit enfants. Il se met alors à la recherche d'une forme de vie religieuse proche des bénédictins, prête à accueillir les veufs avec enfants à charge.
N'en trouvant pas, il décide de créer sa propre communauté, pensée pour que les pères et grands-pères puissent concilier leurs engagements familiaux et religieux.
Cette jeune communauté s'installe en 1982 à l'abbaye de Blanchelande puis à l'abbaye de Lesterps avant de s'installer dans le prieuré de Marcillac-Lanville en Charente.
En 2010, ils sont sept à vivre dans le prieuré de Marcillac-Lanville, le doyen a 91 ans.
En 2011, un documentaire sur la Fraternité est diffusé le 6 juin sur KTO.

## Aujourd'hui
En 2013 existent trois prieurés qui accueillent les frères :
- à Aix, en Corrèze ;
- à Belpeuch, sur la commune de Camps, également en Corrèze ;
- à Saint-Laurent-du-Maroni, en Guyane.

## Sources
1. ↑  Site Officiel : http://www.fraternitedelaresurrection.fr
2. ↑  Olivier Landron, Les communautés nouvelles: nouveaux visages du catholicisme français, Cerf, 2004 (lire en ligne), p. 74
3. ↑  « Pour continuer autrement le "oui" sacramentel, André Marchand entrera au… », sur catholique-blois.net via Wikiwix (consulté le 6 octobre 2023).
4. ↑  Le documentaire en archive en lecture libre sur le site de kto.